# 大欖隧道 (屯馬綫)
大欖隧道（英語：Tai Lam Tunnel）為香港港鐵屯馬綫（興建時為九廣西鐵一期工程，即屯門至南昌一段）三條鐵路隧道之一，全長5.5公里，是香港最長的一條鐵路隧道，穿越大欖郊野公園，連接屯馬綫錦田段至荃灣西站，於荃灣西站西北面、房署順基工廠大廈舊址設有柴灣角通風大樓，隧道只供屯馬綫列車使用。

## 興建簡介
九廣鐵路公司於1998年動工興建九廣西鐵，當中此隧道工程為第一份批出的合約，於同年9月22日批出，南段由日本西松建設負責興建，北段由香港寶嘉建築及其母公司布依格承建。隧道於1998年10月26日動工，2001年4月2日貫通，由時任政務司司長的陳方安生及九鐵公司主席楊啟彥主禮引爆隧道的最後一段，正式貫通隧道。隧道在2003年12月20日下午和九廣西鐵一起正式通車。
柴灣角通風大樓的前身是順基工廠大廈，原本是屬私人業權的貨倉，香港政府後來買下那裡並改作為政府工廠大廈出租，最後為配合大欖隧道工程而在1998年拆卸。本隧道挖出的泥土，大部分用在西鐵八鄉維修中心的平整土地工程上。

## 設計特色
- 隧道中間設有一條連接兩邊管道的渡線，以供特殊或緊急列車調度之用，但平日以鋼閘分隔。此設計為全港多條穿山鐵路隧道中獨有，其後興建的並未有再採取類似設計。
- 在介乎隧道北面入口至河背水塘東岸的隧道路段採用複單綫設計，其中西側的路軌供列車進出八鄉車廠之用，並於水塘附近與往屯門方向路軌會合[2][3]。

## 事件及軼事

### 步行籌款
2001年11月10日，九鐵與健康快車合辦「西鐵光明行」步行籌款活動，而步行路線途經仍在施工的大欖隧道及八鄉車廠。

### 嚴重事故
2007年2月14日早上9時15分，一列西鐵SP1900南行列車（D305/D306）駛經大欖隧道時，車頂變壓器因過熱引致絕緣油氣化並爆炸，同時短路裝置發生故障，在變壓器發生短路時未能截斷電力供應，導致過熱起火。事發現場距離荃灣西站約2公里，約650名乘客步行到荃灣西站，另外約340人則在柴灣角通風大樓返回地面，最少有11人感到不適或受傷需要送院治理。